# روميرو فرانك
روميرو فرانك (مواليد 19 أغسطس 1987)، هو لاعب كرة قدم كان يلعب كلاعب وسط.

## وصلات خارجية
- روميرو فرانك على موقع رابطة كرة القدم اليابانية للمحترفين (اليابانية)
- روميرو فرانك على موقع إي إس بي إن إف سي (الإنجليزية)
- روميرو فرانك على موقع قاعدة بيانات كرة القدم.إي يو (الإنجليزية)
- روميرو فرانك على موقع Soccerway.com (الإنجليزية)
- روميرو فرانك على موقع عالم كرة القدم.نت (الإنجليزية)